# Катастрофа Boeing 737 в Лубанго
Катастрофа Boeing 737 в Лубанго — крупная авиационная катастрофа, произошедшая во вторник 8 ноября 1983 года в окрестностях аэропорта Лубанго (Ангола) с авиалайнером Boeing 737-2M2 авиакомпании TAAG Angola Airlines, при этом погибли 130 человек.

## Самолёт
Boeing 737-2M2 с регистрационным номером D2-TBN (заводской — 22775, серийный — 869) свой первый полёт совершил 29 апреля 1982 года и к TAAG Angola Airlines поступил 6 мая того же года. Его два турбореактивных двигателя были модели Pratt & Whitney JT8D-17.

## Катастрофа
Самолёт должен был выполнять регулярный пассажирский рейс из Лубанго в Луанду, на его борту находились 4 члена экипажа и 126 пассажиров. Около 15:20 Боинг начал взлёт, но оторвавшись от полосы и поднявшись на высоту около 61 метра, он затем перешёл в снижение, уходя при этом влево. Затем левая плоскость крыла ударилась о землю, после чего авиалайнер, разрушаясь, остановился примерно в примерно 800 метрах от торца полосы и загорелся. Все 130 человек на борту погибли (поначалу СМИ называли число в 150 погибших).
На момент событий это была крупнейшая авиационная катастрофа в стране, в настоящее время — вторая, после катастрофы под Каунгулой в 1995 году.

## Причины
Вскоре партизаны УНИТА заявили, что самолёт был сбит ими ракетой земля-воздух, так как перевозил военных. В этом случае наиболее вероятно, что использовали ПЗРК Стрела-2. Официальные представители властей на это заявили, что на борту были всего два военных, а причиной катастрофы стал отказ оборудования.